# Luca Venantini
Pour les articles homonymes, voir Venantini.
Luca Venantini, né le 2 décembre 1970 à New York, est un acteur italien.

## Biographie
Fils de l'acteur Venantino Venantini, il a vécu à New York jusqu'en 1990. Il fait ses débuts au cinéma à l'âge de 8 ans dans Amo non amo d'Armenia Balducci avec Jacqueline Bisset, puis tourne à 15 ans Aladdin, avec Bud Spencer et réalisé par Bruno Corbucci. De retour à New York, il poursuit ses études et travaille dans un épisode d'ABC Weekend Specials.
Il s'installe ensuite à Rome, où il joue dans deux téléfilms à succès réalisés par Bruno Corbucci, Classe di ferro (it) et Quelli della speciale (it). En 1993, il participe au téléfilm de Piernico Solinas, Chi tocca muore, avec Franco Nero et Martin Sheen. En 1995, il travaille dans Il caso Braibanti, réalisé pour la Rai 1 par Franco Bernini, et dans Terra bruciata d'Andres Pfäffli, avant de tourner Giovani e belli de Dino Risi en 1996. La même année, il est la co-vedette masculine, aux côtés d'Alessandra Martines, de la mini-série en deux parties La Caverne de la rose d'or : Le Retour de Fantagaro, réalisée par Lamberto Bava. En 2001, il s'installe à Naples, et rejoint la distribution de La squadra (it) où il joue le rôle de Stefano De Pretis. 

## Filmographie

### Acteur de cinéma
- 1979 : Amo non amo de Armenia Balducci
- 1980 : Pulsions cannibales (Apocalypse domani) de Antonio Margheriti
- 1980 : Frayeurs (Paura nella città dei morti viventi) de Lucio Fulci
- 1983 : Les Exterminateurs de l'an 3000 (Il giustiziere della strada) de Giuliano Carnimeo
- 1984 : The Beniker Gang (en) de Ken Kwapis
- 1986 : Aladdin (Superfantagenio) de Bruno Corbucci
- 1995 : Terra bruciata d'Andres Pfäffli
- 1996 : Giovani e belli de Dino Risi
- 2000 : Delitto in prima serata d'Alessandro Capone
- 2010 : The Museum of Wonders (it) de Domiziano Cristopharo
- 2012 : Razzabastarda (it) d'Alessandro Gassmann.